# Operazione Musketoon
Operazione Musketoon fu il nome in codice di un'operazione militare condotta dalle forze norvegesi durante la seconda guerra mondiale, allo scopo di neutralizzare un impianto di produzione di energia elettrica nel Glomfjord, per impedirne l'uso da parte dei tedeschi.

## La missione
L'operazione si svolse tra l'11 ed il 21 settembre 1942 e venne diretta contro un impianto di produzione di energia elettrica sito nel Glomfjord, nel quale un gruppo di incursori si infiltrò, danneggiandolo irrimediabilmente e rendendolo inutilizzabile per il resto della guerra. Avvenuta l'azione il commando si divise in due gruppi, uno dei quali riuscì a raggiungere la Svezia, venendo successivamente rimpatriato, mentre l'altro venne catturato, interrogato ed internato nel campo di concentramento di Sachsenhausen.
L'operazione originariamente prevedeva che gli incursori venissero recuperati da un idrovolante Short Sunderland ma il rischio venne giudicato troppo elevato e si preferì far loro raggiungere la Svezia. L'infiltrazione avvenne tramite il sottomarino Junon delle forze della Francia Libera, che aveva una sagoma simile a quella di una classe di U-Boot, scortato da tre sottomarini inglesi, HMS Thunderbolt, HMS Sturgeon e HMS Tigris.